# Polissoir de la Remise du Grand Atelier
Le polissoir de la Remise du Grand Atelier est un polissoir situé sur le territoire de la commune de Bellefontaine dans le département du Val-d'Oise.

## Description
Le polissoir a été découvert en 1994. C'est une grande dalle de grès, brisée en deux parties, mesurant 3,50 m de long sur 2,30 m de large et 0,50 m d'épaisseur. Elle comporte douze rainures, sept cuvettes et trois plages de polissage. Des éclats de silex taillés ont été retrouvés près du polissoir.